# Cadmi(II) selenide
Cadmi(II) selenide là một hợp chất vô cơ, có thành phần chính gồm hai nguyên tố là cadmi và selen, có công thức hóa học được quy định là CdSe. Hợp chất này tồn tại dưới dạng một chất rắn màu đỏ được phân loại là chất bán dẫn nhóm II-VI, thuộc loại n. Phần lớn các nghiên cứu hiện tại về cadmi(II) selenide tập trung vào các hạt nano của nó.

## Các ứng dụng
Vật liệu CdSe trong suốt đối với ánh sáng hồng ngoại (IR) và chỉ sử dụng hạn chế trong các thiết bị quang điện và có ứng dụng trong việc sản xuất cửa sổ cho các dụng cụ sử dụng ánh sáng hồng ngoại. Chất liệu này cũng có tính phát quang cao.

## Thông tin an toàn
Cadmi là một nguyên tố kim loại nặng và độc hại. Do đó, cần phải có các biện pháp phòng ngừa thích hợp khi xử lý, thao tác với hợp chất có chứa cadmi và các hợp chất của nó. Các hợp chất selenide cũng có độc tính, nếu dùng với số lượng lớn. Cadmi(II) selenide là một chất gây ung thư được biết đến đối với người và cần được chăm sóc y tế nếu nuốt phải hoặc nếu tiếp xúc với da hoặc dính vào mắt.